# 身体化された想像
身体化された想像力（しんたいかされたそうぞうりょく、英:Editing Embodied imagination）とは、オランダのユング派精神分析家ロバート・ボスナックによって開拓された、夢や記憶と取り組む治療的かつ創造的な形態である。

## 解説
スイスの精神科医カール・ユング、特に彼の錬金術に関する研究において最初に開発された原理と、自律的な状態の同時多発としての魂に焦点を当てたアメリカの元型心理学者ジェームズ・ヒルマンによる研究に基づいている。
具現化された想像力の技法は、夢を見ることをイメージを扱うすべての作業のパラダイムとする。つまり、夢を見る人は、自分が現実の環境で現実の出来事を体験していると確信しているのだ。ボスナックは、夢がどのように「瞬時に、自分が起きていると確信するほどリアルな、完全な世界を提示する」のかを説明している。そう思うだけでなく、この本を読んでいるあなたが目覚めていることを知るのと同じように、それを知るのです」。つまり、夢を見るという観点から見れば、イメージは場所なのだ。この概念に基づいて、夢想家は夢の風景に再び入り込み、そのイメージの中にフラッシュバックして、より完全に、より深く探求し、体験することができる。夢想家は、覚醒と睡眠の中間の意識状態である催眠状態にある間に、夢のイメージを探求する。この状態で、夢を見ている人は、夢の風景やイメージの詳細を説明することによって、夢を再体験するのに役立つ一連の質問をされる。
夢環境が提示するイメージに完全に没入したなら、夢想家はまた、さまざまな夢の視点から身体に現れた感情や感覚を感じ、識別するように誘われる。探求される視点は、夢の自我の視点と、夢の中に現れる「他者」の視点の両方である。この「他者」とは、たとえば、他人、動物、物理的な物体などである。このように夢の人物にアプローチすることは、アーキタイプ心理学者ジェームズ・ヒルマンによる、心的多重性の現象に関する治療ワークの処方箋と一致している。カール・ユングの「自我コンプレックスだけが精神のコンプレックスではない」という認識に基づき、ヒルマン氏は、精神は自我の視点によって定義される単一の統一された全体ではなく、むしろ自律的な自己の自己組織的多重性であると説明した。具現化された想像力の技法では、さまざまな視点を表すこれらの「自己」または「状態」のそれぞれについて、夢想家は次に自分の身体で感情や感覚を感じ、識別し、位置を特定する。ドリームワークのセッションが終わると、夢想家は同時に、具現化された感覚と感情の、これらの分化した複雑な状態を意識的に保持する。これらの複数の異質な状態を同時に保持する行為は、精神的な緊張を生み出し、そこからまったく新しいイメージや感覚状態が夢想家の精神から自然に出現する。この新しいイメージや状態は、夢見る人にまったく新しい、以前には知られていなかった意識を提示し、それを通じて夢見る人はしばしば、変化、変容、あるいは強烈に体現し感じる能力の大幅な拡大を感じる。
アリエルという名のある女性は、こうして夢を見た後、こう振り返った。夢を見たとき、私はすでに憂鬱が忍び寄ってくるのを感じていた。ドリームワークのおかげで、その憂鬱はピタリと止まり、後退し、二度と戻ってこなかった。冬の間、憂鬱になることはなかった」。アリエルの変容は、夢と取り組むこの方法を実践する人々の典型である。ドリームワークで体現された想像力のテクニックを使うことで、身体は鮮明で複雑な状態の劇場となり、「錬金術的」なラインに沿って深遠な精神的変容へと導かれる。

## 実践
夢と記憶の両方に働きかける身体化イマジネーションは、心理療法、医療、演劇、芸術、創造的研究において、個人でもグループでも実践されている。この技法は、ストラトフォード・アポン・エイボンのロイヤル・シェイクスピア・カンパニーやシドニーのベル・シェイクスピア・カンパニーがリハーサル方法として使用している。そのシンプルなルールとグループ参加への強調の両方が、インターネット上での作業を補強し、Paltalkのようなオンライン音声チャット・フォーラムを使って、小さな夢のグループでこの技法が実践されている。創造性のための身体化されたイマジネーションの簡略化された形は、ドリームプレイと呼ばれている。